# Streekpad Westfriese Omringdijk
Het Streekpad Westfriese Omringdijk (SP 9) is een streekpad met een lengte van 147 kilometer, die een lus vormt die Westfriese Omringdijk uit circa 1450 (globaal) volgt. De route is met geel-rode tekens gemarkeerd en in een gidsje beschreven. In het gidsje zijn ook omleidingen opgenomen, voor als delen zijn afgesloten vanwege het broedseizoen (15 februari-1 juli) of voor delen waar honden niet zijn toegestaan. Het pad wordt beheerd door Wandelnet.
De route kan per trein bereikt worden via de stations in Hoorn, Alkmaar, Schagen en Enkhuizen, en het station Medemblik van de Museumstoomtram Hoorn-Medemblik.

## Afbeeldingen

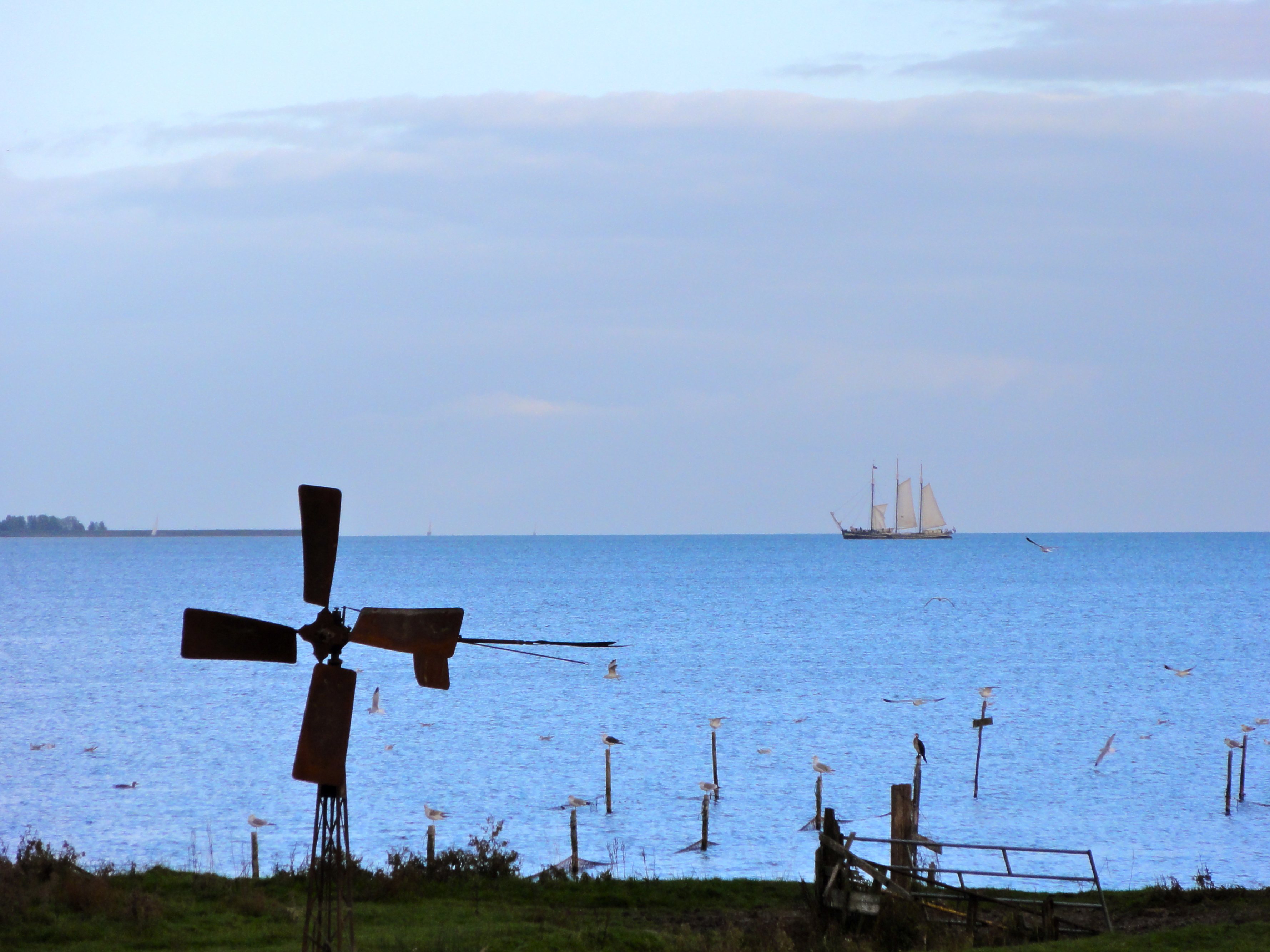
Natuurgebied de Hulk, met zicht op de Hoornse Hop
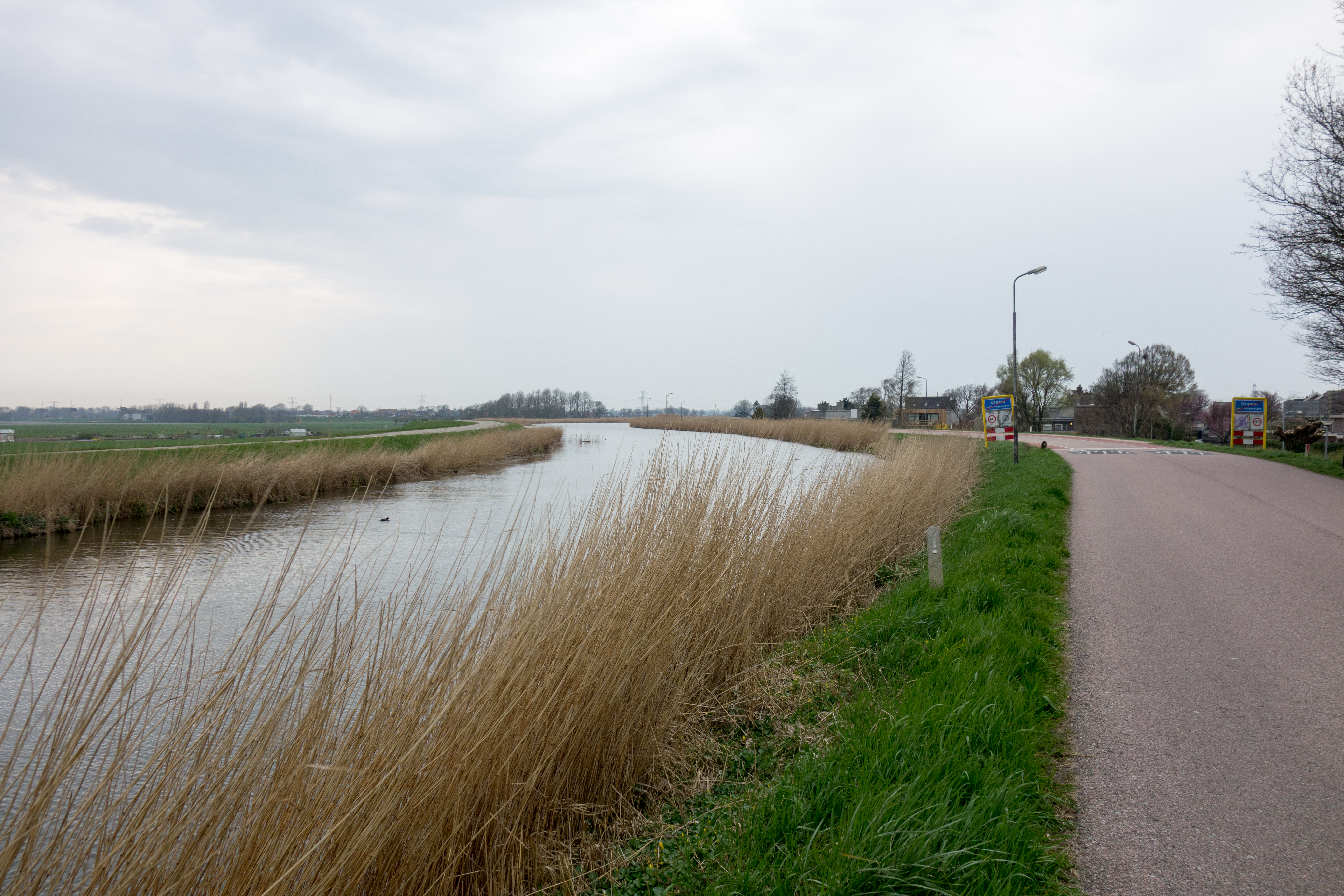
Bij Ursem
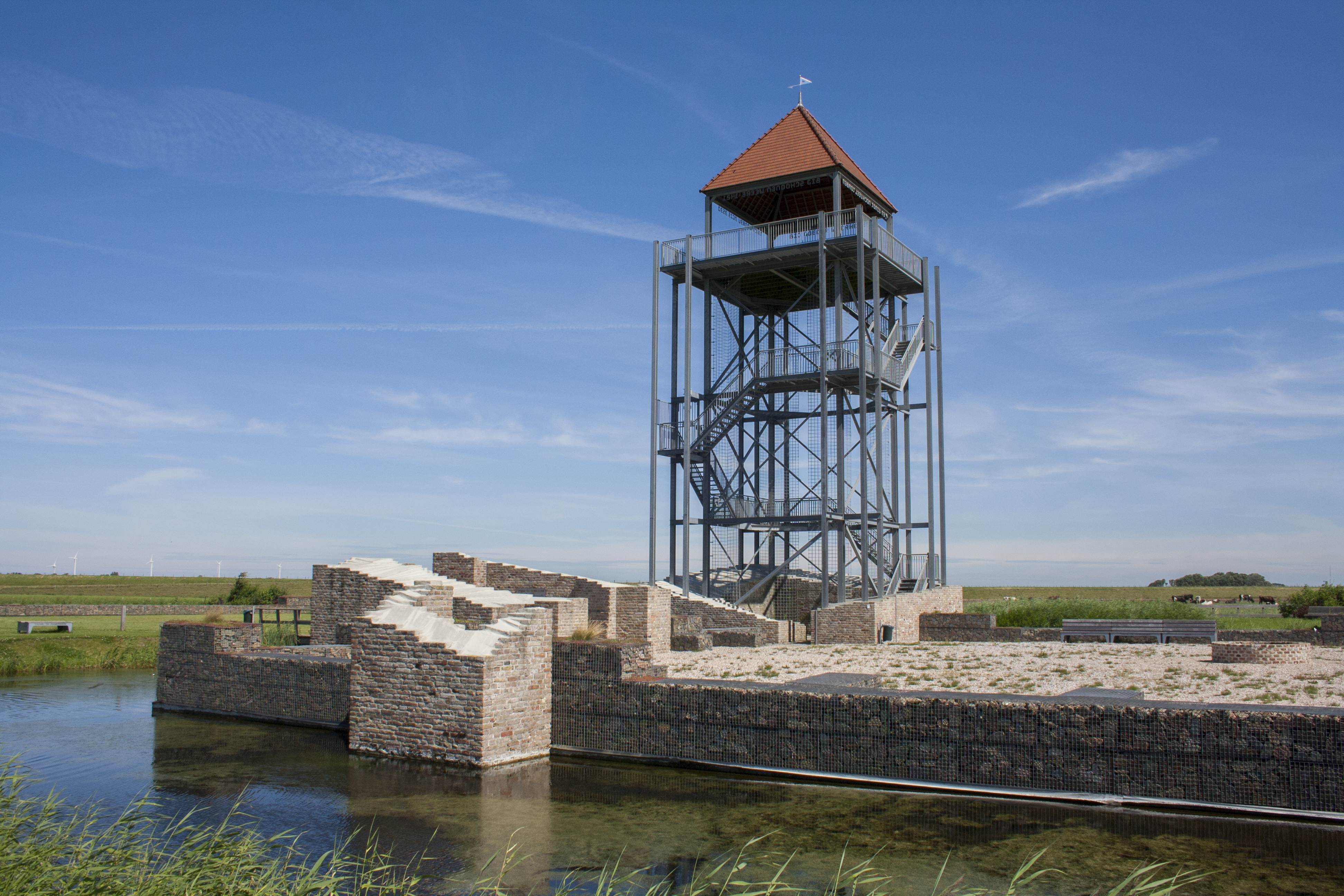
Dwangburcht Nuwendoorn"
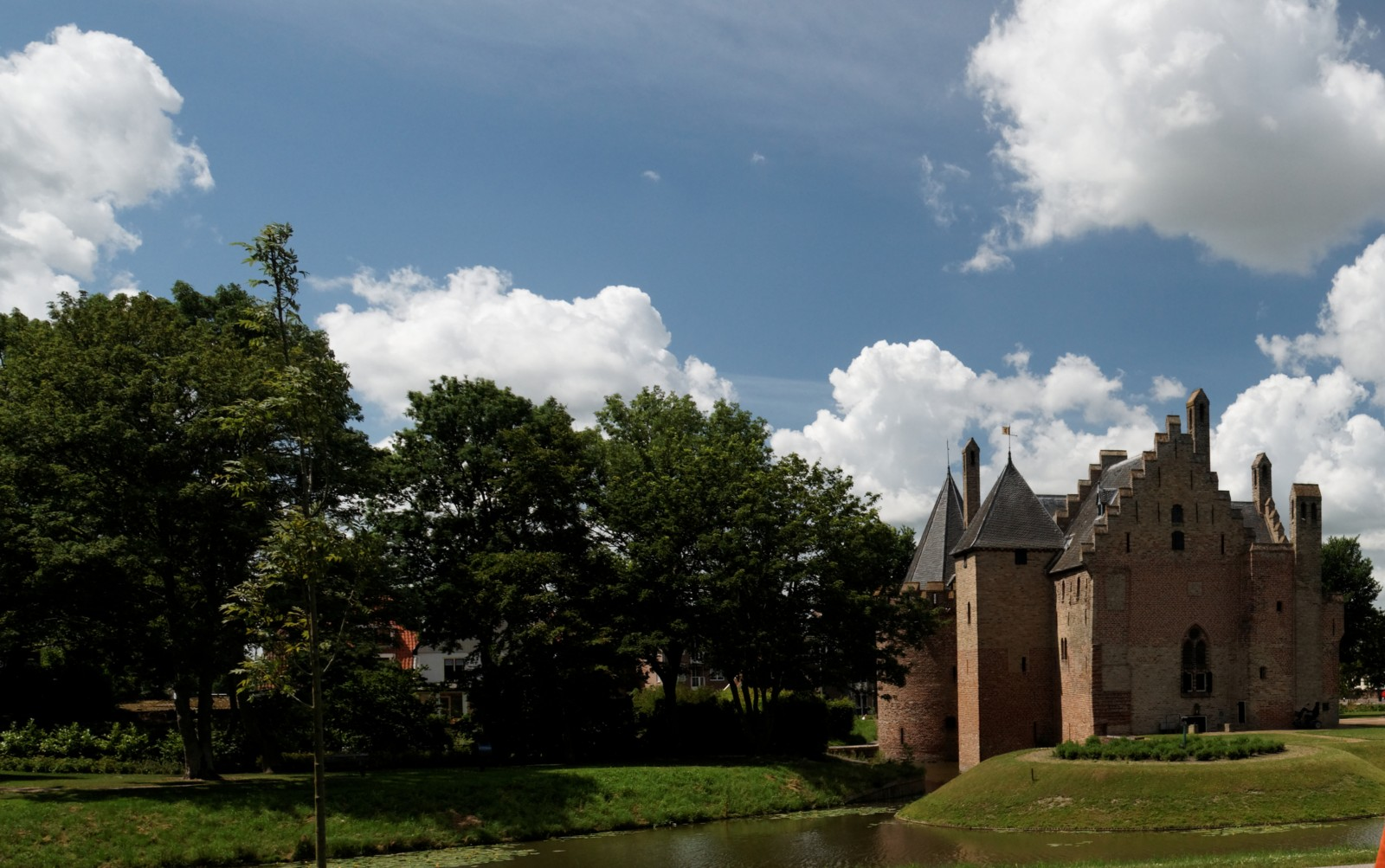
Kasteel Radboud, Medemblik
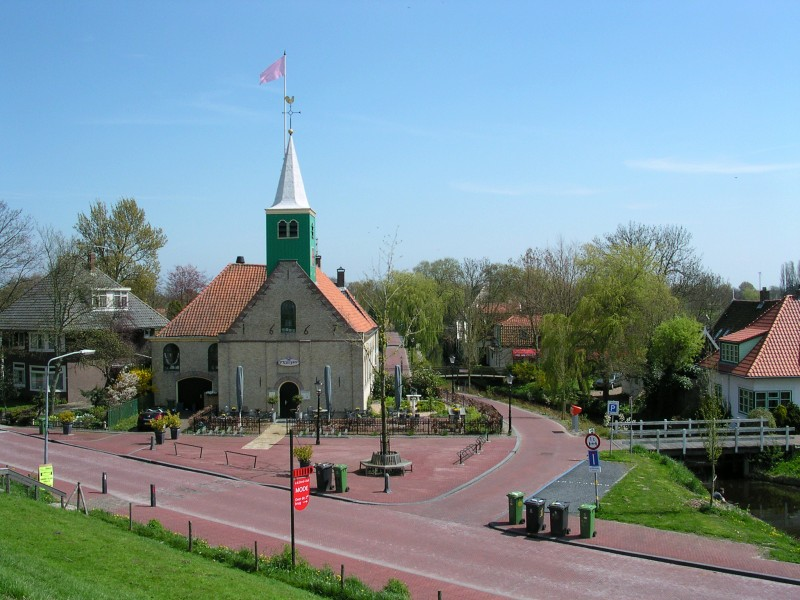
Buurtjeskerk, Andijk
Bevroren IJsselmeer bij Andijk
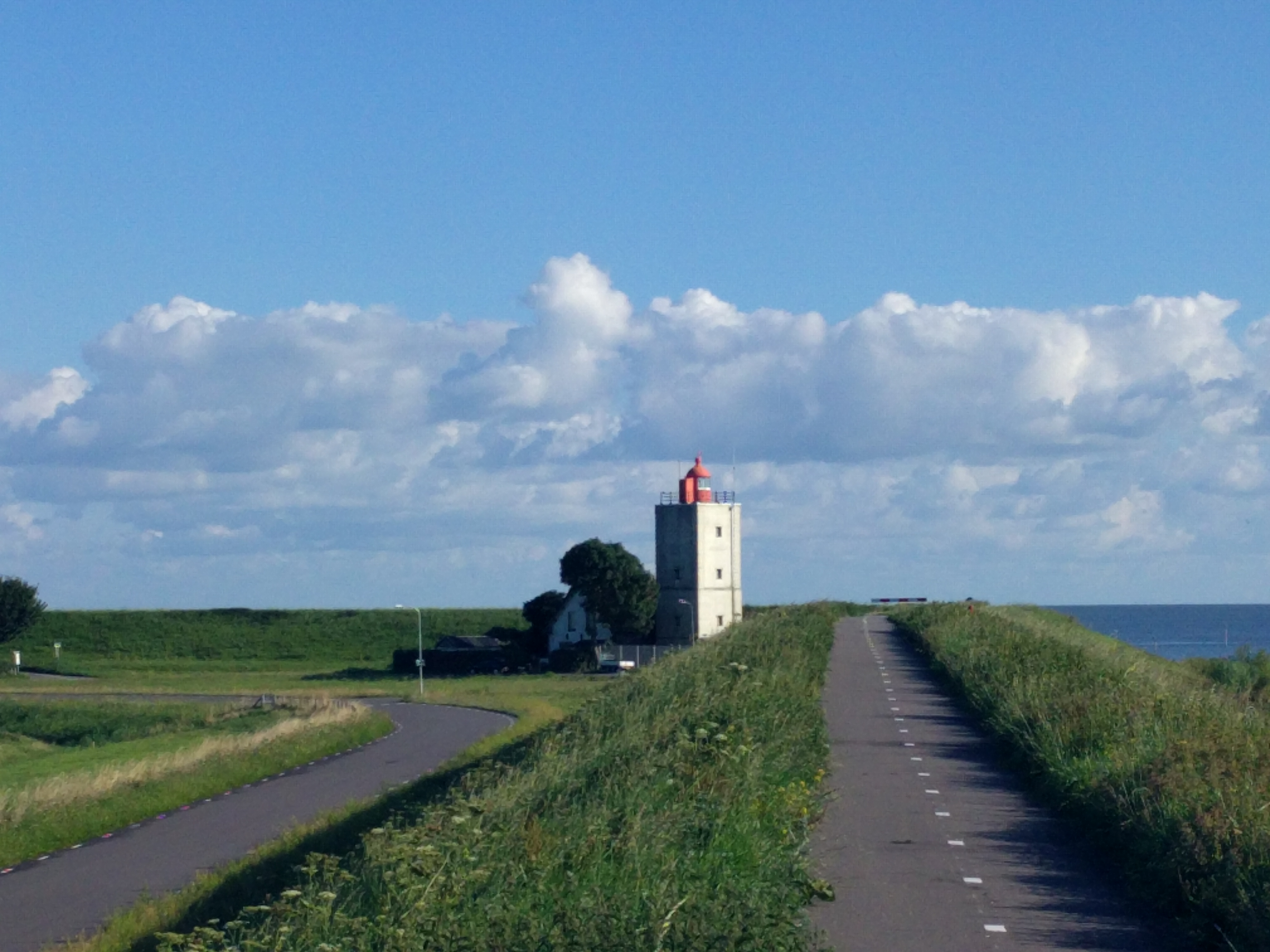
Vuurtoren De Ven, Oosterdijk
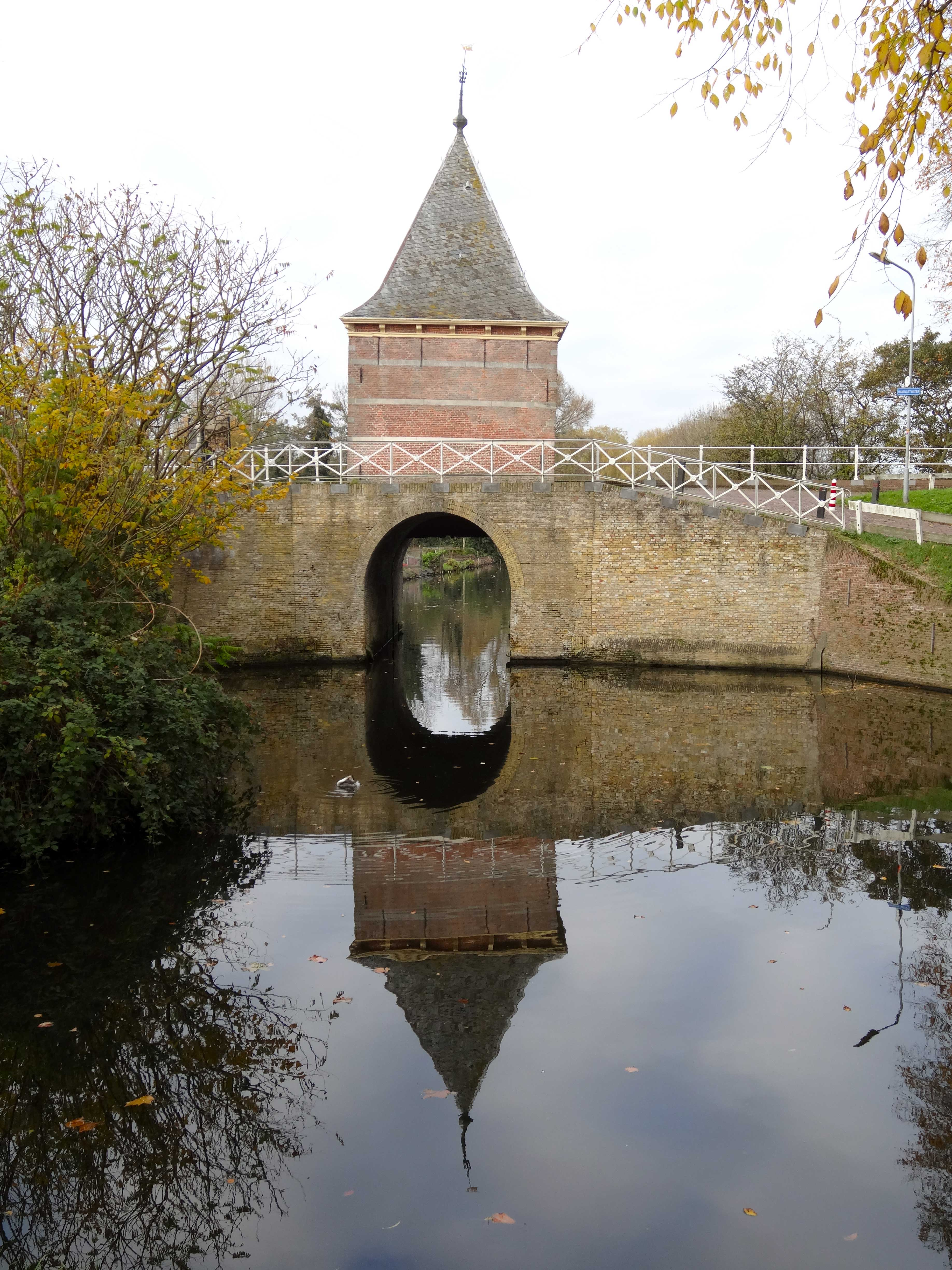
Waterpoorthuisje Oude Gouwsboom, Enkhuizen